# Arthur Cyprian Harper
Arthur Cyprian Harper (1866-1948) est un homme politique américain, maire de la ville de Los Angeles du  13 décembre 1906 au 11 mars 1909. Il a été contraint à démissionner à la suite d'affaires de corruption.